# Gumpert
Gumpert je njemačka manufaktura supersportskih automobila sa sjedištem u Altenburgu. Osnivač i vlasnik Gumperta je Roland Gumpert, bivši direktor Audijevog sportskog odjela. Prvi i zasada jedini model je Apollo. Sa svojih čedrdesetak radnika Gumpert godišnje proizvede 24 automobila. Dostupni su u Europi, SAD-u i Bliskom istoku, a ostala tržišta za sada nisu u planu. Gumpertovi partneri u proizvodnji su KW (ovjes, opruge i amortizeri) i ATS (kotači).